# Педурень (Тимбоєшть, Вранча)
Педурень, Педурені (рум. Pădureni) — село у повіті Вранча в Румунії. Входить до складу комуни Тимбоєшть.
Село розташоване на відстані 142 км на північний схід від Бухареста, 21 км на південний захід від Фокшан, 76 км на захід від Галаца, 113 км на схід від Брашова.

## Населення
За даними перепису населення 2002 року у селі проживали 709 осіб. Рідною мовою 707 осіб (99,7%) назвали румунську.
Національний склад населення села:
| Національність | Кількість осіб | Відсоток |
| -------------- | -------------- | -------- |
| румуни         | 629            | 88,7%    |
| цигани         | 80             | 11,3%    |